# 普羅瓦利亞
48°7′58″N 39°48′2″E / 48.13278°N 39.80056°E

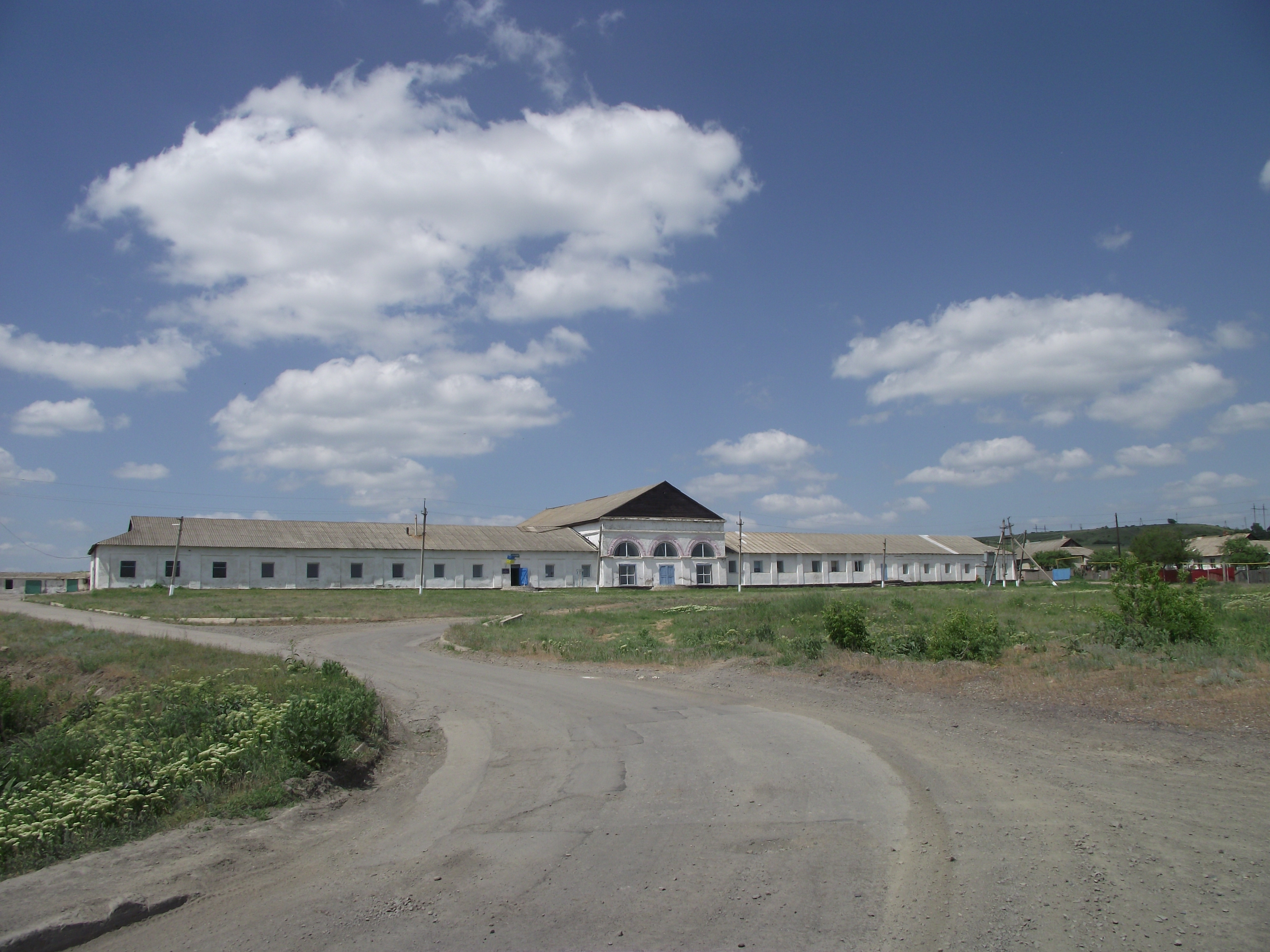
马场

普羅瓦利亞（烏克蘭語：Провалля）是位於烏克蘭東部的村莊，由盧甘斯克州多夫然斯克區的多夫然斯克市鎮負責管轄。該村始建於1790年，面積50.9平方公里，海拔高度229米，2001年人口841，人口密度每平方公里16.5人。